# فانربني ساوث ويست
فانربني ساوث ويست (بالإنجليزية: Vannarpannai South West)‏ هي منطقة سكنية تقع في سريلانكا في المقاطعة الشمالية.